# 木村正明
木村 正明（きむら まさあき、1968年9月17日 - ）は、日本の経営者。岡山県岡山市出身。元日本プロサッカーリーグ専務理事。Jリーグ・ファジアーノ岡山の運営法人であるファジアーノ岡山スポーツクラブの前代表取締役で、現在はファウンダー・オーナー、東京大学特任教授。
2025年4月30日の役員人事により、 株式会社ファジアーノ岡山スポーツクラブの取締役に新任となった。

## 来歴
岡山大学教育学部附属小学校・中学校、岡山県立岡山朝日高等学校、東京大学法学部を卒業して1993年ゴールドマン・サックスに入社。 
2002年、同社債券営業部長、2003年、同社マネージングディレクター(執行役員)就任(同年就任の中で最年少)。 
2005年、当時NPO法人だったファジアーノ岡山の専務理事（現同クラブ取締役）を務めていた小学中学時代の友人・森健太郎（岡山学芸館高校・清秀中学校理事長）から寄付の依頼を受けたことで、ファジアーノとの交流が生まれる。2006年7月、負債を抱えたNPOの清算と共に、クラブを株式会社化し、代表取締役に就任。
木村が社長に就任した当時のファジアーノは、資本金500万円に対し負債が1000万円超、スポンサーはわずか6社で、年間予算はわずか400万円（同年の営業活動により、最終的に1200万円）という、プロクラブとしての体をなしていない経営状況だった。営業努力により就任翌年の2007年にはスポンサーを200社、年間収入を9000万円にまで上げ、地域リーグ所属（当時）としては初のJリーグ準加盟を果たす。更にJFLへ昇格した2008年には、スポンサーを260社、年間予算を2億3000万にまで増額。この年JFLで4位となり、社長就任からわずか3年でのJリーグ加盟を果たすとともに、収支も初めて黒字に届かせた。
2018年2月、3月26日付でファジアーノ岡山の代表取締役を退任し、翌27日付で日本プロサッカーリーグの専務理事に就任すると発表された。
2022年3月で日本プロサッカーリーグの専務理事を退任し、その後は株式会社ファジアーノ岡山スポーツクラブのファウンダー・筆頭株主（オーナー）として同クラブをサポートしている。
2023年6月1日、東京大学先端科学技術研究センターの特任教授に就任した。プロクラブの社会的価値やスタジアム・アリーナが地域に与える効果などを分析していくという。
2025年4月30日、 株式会社ファジアーノ岡山スポーツクラブの取締役に新任。

## エピソードなど
小学生時代は野球、中学から大学まではサッカー部に所属。ゴールドマンサックス入社後も東京大学サッカー部OBチーム「チームDiego（後の東大LB（2代目）、現：東京ユナイテッドFC +Plus）」で、ファジアーノ社長就任により退社する37歳までプレーを続けていた。ポジションはフォワード。
ファジアーノ創設の原動力は小学生の時、広島であったリトルリーグの試合で、負けた広島のチームの子供たちの「今からカープの試合じゃ!」といった言葉。なぜ岡山にプロ野球チームがないのか、広島カープがうらやましいという思いであるという。